# Siedlce (Oława)
Siedlce (deutsch Zedlitz) ist ein Dorf in Niederschlesien. Der Ort liegt in der Gmina Oława im Powiat Oławski in der polnischen Woiwodschaft Niederschlesien.

## Geographie

### Geographische Lage
Das Angerdorf Siedlce liegt acht Kilometer nordwestlich des Gemeindesitzes und der Kreisstadt Oława (Ohlau) und rund 35 Kilometer südöstlich der Woiwodschaftshauptstadt Breslau. Der Ort liegt in der Nizina Śląska (Schlesische Tiefebene) innerhalb der Pradolina Wrocławska (Breslauer Urstromtal ). Siedlce liegt am linken Ufer der Oder. Westlich des Dorfes fließt die Oława.

### Nachbarorte
Nachbarort von Siedlce ist im Westen Zakrzów (Sackerau).

## Geschichte
Der Ort wurde 1208 erstmals als Sedlisce erwähnt und war ursprünglich wohl ein slawisches Fischerdorf. Mitte des 13. Jahrhunderts wurde der Ort nach deutschem Recht ausgesetzt. Weitere Erwähnungen erfolgten 1245 als Sedlce sowie 1358 als Sedlicz. 1362 wird erstmals eine Kirche im Ort erwähnt.
Nach dem Ersten Schlesischen Krieg 1742 fiel Zedlitz zusammen mit dem größten Teil Schlesiens an Preußen. 1783 zählte der Ort eine evangelische Kirche, eine Schule, ein Vorwerk, ein Weingärtnerhaus, neun Bauernstellen, 48 weitere Häuser sowie 375 Einwohner.
Nach der Neugliederung Preußens gehörte die Landgemeinde Zedlitz ab 1815 zur Provinz Schlesien und war ab 1816 dem Landkreis Ohlau eingegliedert. 1874 wurde der Amtsbezirk Märzdorf gegründet, welcher die Landgemeinden Grebelwitz, Märzdorf, Sackerau und Zedlitz und die Gutsbezirke Bardune, Grebelwitz, Domäne, Märzdorf Domäne und Sackerau Dominium fasste. 1885 zählte der Ort 691 Einwohner.
1933 zählte Zedlitz 658, 1939 wiederum 662 Einwohner. Bis 1945 befand sich der Ort im Landkreis Ohlau.
Als Folge des Zweiten Weltkriegs fiel Zedlitz wie fast ganz Schlesien 1945 an Polen, wurde in Siedlce umbenannt und der Woiwodschaft Breslau angegliedert. Die deutsche Bevölkerung wurde, soweit sie nicht vorher geflohen war, weitgehend vertrieben. Die neu angesiedelten Bewohner waren zum Teil Heimatvertriebene aus Ostpolen. 1999 kam der Ort zum Powiat Oławski in der Woiwodschaft Niederschlesien. 
2000 zählte das Dorf 422 Einwohner.

## Sehenswürdigkeiten
- Römisch-katholische Markuskirche (poln. Kościół św. Marka Ewangelisty)[6]
- Evangelischer Friedhof mit erhaltenen deutschen Grabmälern

## Vereine
- Fußballverein Błękitni Siedlce
- Freiwillige Feuerwehr OSp Siedlce